# Chałupy (województwo opolskie)
Chałupy – osada w Polsce położona w województwie opolskim, w powiecie kluczborskim, w gminie Lasowice Wielkie.